# Багатокомплектна школа
Багатокомпле́ктна шко́ла — початкова школа, в якій є паралельні класи. Початкові школи бувають одно-, дво-, три-, чотири- і багатокомплектні. Комплектом класу в Українській РСР прийнято вважати 35—40 учнів. В однокомплектній школі 1 учитель веде всі класи, у двокомплектній — 2 учителі ведуть по 2 класи і т. д. Термін «Багатокомплектна школа» застосовується і до неповних середніх та середніх шкіл, які мають паралельні класи.